# Bettarazuke

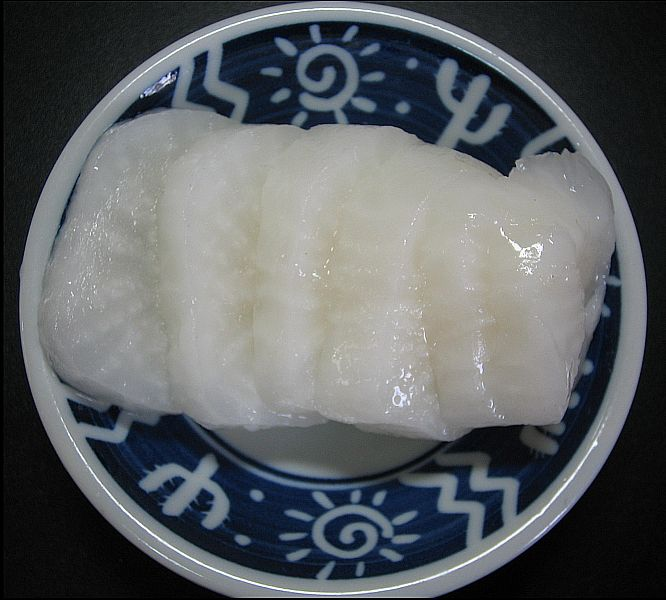
Bettarazuken.

El bettarazuke (べったら漬け?) es una clase de daikon encurtido, popular en Tokio (Japón). Está hecho de rodajas finas de daikon encurtidas mediante azúcar, sal y sake sin kōji. Su nombre es tomado de la viscosidad del koji sobrante del proceso de encurtimiento. El bettarazuke tiene un sabor dulce.
En la noche de cada 19 de octubre en el área alrededor del templo Takarada, se realiza el Bettara Ichi o feria bettara, en el que se vende anualmente bettarazuke encurtido fresco.
- Datos: Q527616